# Eucera salamita
Eucera salamita là một loài Hymenoptera trong họ Apidae. Loài này được Vachal mô tả khoa học năm 1907.